# Isabel Doroteia de Saxe-Gota-Altemburgo
Isabel Doroteia de Saxe-Gota-Altemburgo (em alemão:  Elisabeth Dorothea von Sachsen-Gotha-Altenburg, Gota, 8 de janeiro de 1640 - Butzbach, 24 de agosto de 1709) foi uma princesa alemã, membro da Casa de Wettin do ramo ernestino de Saxe-Gota-Altemburgo. Foi também condessa-regente de Hesse-Darmstadt entre 1678 e 1688.

## Família
Isabel era a segunda filha de Ernesto I, Duque de Saxe-Gota e da duquesa Isabel Sofia de Saxe-Altemburgo. Entre os seus irmãos estavam  Frederico I, Duque de Saxe-Gota-Altemburgo, Alberto V, Duque de Saxe-Coburgo, o duque Bernardo I, Duque de Saxe-Meiningen, o duque Henrique de Saxe-Römhild, o duque Cristiano de Saxe-Eisenberg, Ernesto, Duque de Saxe-Hildburghausen e João Ernesto de Saxe-Coburg-Saalfeld. Os seus avós paternos eram o duque João II de Saxe-Weimar e a princesa Doroteia Maria de Anhalt. Os seus avós maternos eram João Filipe, Duque de Saxe-Altemburgo e a duquesa Isabel de Brunswick-Wolfenbüttel.

## Casamento
Isabel Doroteia casou-se com Luís VI, Conde de Hesse-Darmstadt no dia 5 de dezembro de 1666 no Schloss Friedenstein, em Gota. O noivo era um grande amigo do seu irmão mais novo,  Frederico, viúvo com seis filhos.
Durante o casamento, Isabel Doroteia teve oito filhos, duas meninas e seis meninos, dos quais um morreu em bebé e outro foi morto em batalha dez meses antes da morte de Isabel.

### Descendência
1. Ernesto Luís, Conde de Hesse-Darmstadt (15 de dezembro de 1667 - 12 de setembro de 1739), casado primeiro com a princesa Doroteia Carlota de Brandemburgo-Ansbach; com descendência. Casado depois com Luise Sophie von Spiegel; com descendência. Casado em terceiro lugar com Charlotte von Forstner; com descendência.
2. Jorge de Hesse-Darmstadt (25 de abril de 1669 - 13 de setembro de 1705), general mais conhecido pela sua participação na Guerra de Sucessão Espanhola. Nunca se casou nem teve filhos.
3. Sofia Luísa de Hesse-Darmstadt (1670–1758), casada com Alberto Ernesto II, Príncipe de Oettingen-Oettingen.
4. Filipe de Hesse-Darmstadt (20 de julho de 1671 – 11 de agosto de 1736), casado com Maria Teresa de Croÿ; com descendência.
5. João de Hesse-Darmstadt (1672–1673)
6. Henrique de Hesse-Darmstadt (29 de setembro de 1674 – 31 de janeiro de 1741), sem descendência.
7. Isabel Doroteia de Hesse-Darmstadt (24 de abril de 1676 - 9 de setembro de 1721); casada com o conde Frederico III Jacó de Hesse-Homburgo; com descendência.
8. Frederico de Hesse-Darmstadt (18 de setembro de 1677 - 13 de outubro de 1708), casado com Petronella von Stockmanns; com descendência.

## Regência
Tal como o seu pai, Luís VII nomeou a sua madrasta regente de Hesse-Darmstadt no seu testamento no caso de tal ser necessário. A corte imperial (Reichskammergericht) exigiu que ela governasse com a ajuda de um grupo de conselheiros liderados por Weiprecht de Gemmingen, contudo, Luísa, que tinha grandes conhecimentos políticos e era enérgica, impediu que os conselheiros prestassem o seu juramento e, em consequência, estes foram apenas conselheiros subordinados à condessa que liderava os conselhos em pessoa. Com a liderança de Isabel, Darmstadt floresceu, consolidando a sua posição económica e industrial no estado.
Após a morte de Guilherme Cristóvão, Conde de Hesse-Homburgo em 1681, Isabel entrou numa disputa com os Homburgo por uma parte da sua herança, a terra de Bingenheim que, segundo a condessa-regente, tinha sido entregue à família de Darmstadt como parte do dote da princesa Sofia Leonor de Hesse-Darmstadt que se tinha casado com o falecido conde. No final Darmstadt venceu, anexando mais um território.
Durante a sua regência, Isabel também acabou a construção de um orfanato nos subúrbios de Darmstadt. Quando o seu filho Ernesto Luís atingiu a maioridade em 1688, Isabel retirou-se para a sua propriedade em Butzbach. Quando se ofereceu para ajudar o filho no governo, ele recusou.
Isabel Doroteia tinha um diário que chegou às cinquenta e duas páginas e parou completamente em 1667 sendo, ainda assim, um dos maiores registos pessoais da época com relatos sobre a vida política e da corte na época.

## Genealogia
| Isabel Doroteia de Saxe-Gota-Altemburgo | Pai: Ernesto I, Duque de Saxe-Gota   | Avô paterno: João II, Duque de Saxe-Weimar                                | Bisavô paterno João Guilherme, Duque de Saxe-Weimar           |
| Isabel Doroteia de Saxe-Gota-Altemburgo | Pai: Ernesto I, Duque de Saxe-Gota   | Avô paterno: João II, Duque de Saxe-Weimar                                | Bisavó paterna: Doroteia Susana do Palatinado-Simmern         |
| Isabel Doroteia de Saxe-Gota-Altemburgo | Pai: Ernesto I, Duque de Saxe-Gota   | Avó paterna: Doroteia Maria de Anhalt                                     | Bisavô paterno: Joaquim Ernesto, Príncipe de Anhalt           |
| Isabel Doroteia de Saxe-Gota-Altemburgo | Pai: Ernesto I, Duque de Saxe-Gota   | Avó paterna: Doroteia Maria de Anhalt                                     | Bisavó paterna: Leonor de Württemberg                         |
| Isabel Doroteia de Saxe-Gota-Altemburgo | Mãe: Isabel Sofia de Saxe-Altemburgo | Avô materno: João Filipe, Duque de Saxe-Altemburgo                        | Bisavô materno: Frederico Guilherme I, Duque de Saxe-Weimar   |
| Isabel Doroteia de Saxe-Gota-Altemburgo | Mãe: Isabel Sofia de Saxe-Altemburgo | Avô materno: João Filipe, Duque de Saxe-Altemburgo                        | Bisavó materna: Ana Maria do Palatinado-Neuburgo              |
| Isabel Doroteia de Saxe-Gota-Altemburgo | Mãe: Isabel Sofia de Saxe-Altemburgo | Avó materna: Isabel de Brunsvique-Volfembutel, Duquesa de Saxe-Altemburgo | Bisavô materno: Henrique Júlio, Duque de Brunsvique-Luneburgo |
| Isabel Doroteia de Saxe-Gota-Altemburgo | Mãe: Isabel Sofia de Saxe-Altemburgo | Avó materna: Isabel de Brunsvique-Volfembutel, Duquesa de Saxe-Altemburgo | Bisavó materna: Isabel da Dinamarca                           |